# اریک شفر
اریک شیفر (به انگلیسی: Eric Schaeffer) (زاده ۱۱ ژانویهٔ ۱۹۹۳) بازیگر ، کارگردان ، نویسنده آمریکایی است.
از فیلم‌های معروف او می‌توان به بازی در اگر لوسی سقوط می‌کرد اشاره کرد.